# Димитър Дойчинов (футболист, р.1919)
Вижте пояснителната страница за други личности с името Димитър Дойчинов.
Димитър Дойчинов е български футболист и треньор по футбол. Роден е във Варна на 15 октомври 1919 г.

## Състезателна кариера
Играе като полузащитник в Левски от 1938 до 1953 г. Той е шампион на България през 1946, 1947, 1949, 1950 и 1953 г., носител на купата през 1946, 1947, 1949, 1950 г. Има 98 мача и 10 гола в първенството, както и 27 мача и 6 гола за купата.

## Треньорска кариера
Като треньор е европейски юношески шампион през 1969 г. (84 мача с юношите), както и шампион на България с „Левски“ през 1974 г. (треньор от 1972 до 1974 г.), като рекордът му от 12 поредни победи и 29 от 30 възможни точки от есенния сезон на първенството 1973/1974 г. е ненадминат цели 29 години до сезона 2002/2003 г., когато ЦСКА регистрира 13 поредни победи. Има и 3 мача като национален треньор.
Дойчинов е треньор на „Червено знаме“ (София), на Спартак (Варна) от 1975 до 1978 г., на Бдин през 1978/1979 г. Завършил е ВИФ, специалност „Футбол“. Заслужил треньор от 1969 г.